# Маргошвили, Давид
Давид Маргошвили (род. 11 августа 1980, Ахмета) — грузинский дзюдоист (кистинец), призёр чемпионатов Европы, чемпион Европы среди юниоров, обладатель Суперкубка мира 2003 года. Участник летних Олимпийских игр 2004 года в Афинах.

## Олимпиада
В первой же схватке в 1/16 финала проиграл болгарскому борцу Георгию Георгиеву. В утешительных схватках последовательно выиграл у Бекташа Демиреля (Турция), Муратбека Кипшакбаева (Казахстан) и Джордже Ленцина (Аргентина). Но после поражения от кубинского дзюдоиста Йорданиса Аренсибы выбыл из дальнейшей борьбы, заняв в итоге пятое место.

## Спортивная карьера
| Год  | Место       | Турнир                              | Место |
| ---- | ----------- | ----------------------------------- | ----- |
| 1998 | Бухарест    | Чемпионат Европы среди юниоров      | 1     |
| 1999 | Загреб      | Чемпионат мира среди военнослужащих | 3     |
| 2001 | Париж       | Чемпионат Европы по дзюдо 2001 года | 2     |
| 2002 | Базель      | Командный чемпионат мира            | 2     |
| 2003 | Лондон      | Командный чемпионат Европы          | 1     |
| 2003 | Дюссельдорф | Чемпионат Европы по дзюдо 2003 года | 2     |
| 2003 | Гамбург     | Суперкубок                          | 1     |
| 2003 | Москва      | Суперкубок                          | 3     |
| 2004 | Париж       | Суперкубок                          | 2     |
| 2004 | Афины       | Летние Олимпийские игры 2004 года   | 5     |
| 2005 | Роттердам   | Чемпионат Европы по дзюдо 2005 года | 5     |
| 2005 | Каир        | Чемпионат мира по дзюдо 2005 года   | 5     |

Результаты выступлений на этапах Кубка мира
- 1 место: 2000 (Тбилиси); 2003 (Тбилиси);
- 2 место: 2002 (Тбилиси); 2006 (Тбилиси);
- 3 место; 1998 (Тбилиси); 1999 (Тбилиси); 2005 Прага.